# Skive IK
El Skive IK es un club de fútbol danés de la ciudad de Skive. Fue fundado en 1901 y actualmente juega en la Segunda División de Dinamarca.